# کارخانه (کنگاور)
کارخانه (کنگاور)، روستایی از توابع بخش مرکزی شهرستان کنگاور در استان کرمانشاه ایران است.

## جمعیت
این روستا در دهستان گودین قرار دارد و براساس سرشماری مرکز آمار ایران در سال 1395، جمعیت آن ۱٬۶۴۷ نفر ) ۵۱۰ خانوار: متشکل از ۸۴۶ مرد و ۸۰۱ زن) بوده‌است. در این روستا آثار باستانی با قدمت پیش از اسلام وجود دارد و از جمله آنها باید به "تپه کارخانه اشاره نمود.
تپه کارخانه (ک - ۳) مربوط به دوران پیش از تاریخ ایران باستان است و در شهرستان کنگاور، بخش مرکزی، روستای کارخانه واقع شده و این اثر در تاریخ ۲۴ فروردین ۱۳۸۲ با شمارهٔ ثبت ۸۱۰۸ به‌عنوان یکی از آثار ملی ایران به ثبت رسیده است.